# Nops maculatus
Espèce
Synonymes
- Nops maculata Simon, 1893
- Nops craneae Chickering, 1967

Nops maculatus est une espèce d'araignées aranéomorphes de la famille des Caponiidae.

## Distribution
Cette espèce se rencontre au Venezuela, au Guyana et à la Trinité.

## Description
La femelle subadulte holotype mesure 8 mm.
Le mâle décrit par Sánchez-Ruiz et Brescovit en 2018  mesure 9,5 mm et la femelle 10,1 mm.

## Systématique et taxinomie
Nops craneae a été placée en synonymie avec Nops maculatus par Sánchez-Ruiz et Brescovit en 2018.

## Publication originale
- Simon, 1893 : Arachnides. Voyage de M. E. Simon au Venezuela (décembre 1887 - avril 1888). 21e Mémoire. Annales de la Société Entomologique de France, vol. 61, p. 423-462 (texte intégral).